# British Home Championship 1927/28
Die British Home Championship 1927/28 war die 40. Auflage des im Round-Robin-System ausgetragenen Fußballwettbewerbs zwischen den vier britischen Nationalmannschaften von England, Irland (ab 1950/51 Nordirland), Schottland und Wales.
| Pl. | Nationalmannschaft | Sp. | S | U | N | Tore    | Punkte |
| --- | ------------------ | --- | - | - | - | ------- | ------ |
| 1.  | Wales              | 3   | 2 | 1 | 0 | 006:400 | 05:10  |
| 2.  | Irland             | 3   | 2 | 0 | 1 | 004:200 | 04:20  |
| 3.  | Schottland         | 3   | 1 | 1 | 1 | 007:400 | 03:30  |
| 4.  | England            | 3   | 0 | 0 | 3 | 002:900 | 0:60   |

|                                                 |   |            |           |
| 22. Oktober 1927 in Belfast (Windsor Park)      |   |            |           |
| Irland                                          | – | England    | 2:0 (1:0) |
| 29. Oktober 1927 in Wrexham (Racecourse Ground) |   |            |           |
| Wales                                           | – | Schottland | 2:2 (1:2) |
| 28. November 1927 in Burnley (Turf Moor)        |   |            |           |
| England                                         | – | Wales      | 1:2 (0:2) |
| 4. Februar 1928 in Belfast (Windsor Park)       |   |            |           |
| Irland                                          | – | Wales      | 1:2 (1:1) |
| 25. Februar 1928 in Glasgow (Firhill Park)      |   |            |           |
| Schottland                                      | – | Irland     | 0:1 (0:1) |
| 31. März 1928 in London (Wembley Stadium)       |   |            |           |
| England                                         | – | Schottland | 1:5 (0:2) |